# Le Mesnil-Benoist
Le Mesnil-Benoist är en kommun i departementet Calvados i regionen Normandie i norra Frankrike. Kommunen ligger i kantonen Saint-Sever-Calvados som ligger i arrondissementet Vire. År 2018 hade Le Mesnil-Benoist 51 invånare.

## Befolkningsutveckling
Antalet invånare i kommunen Le Mesnil-Benoist
Referens:INSEE